# ジュゼッピーナ・レオーネ
ジュゼッピーナ・レオーネ（Giuseppina Leone (-Paoletti)、1934年12月21日 - ）は、イタリアの元陸上競技選手である。彼女は、1960年に開催されたローマオリンピックの女子100メートル競走で銅メダルを獲得した。

## 経歴
トリノ出身のレオーネは、夏季オリンピックのイタリア代表として3回出場している。最初は1952年ヘルシンキオリンピックで、100メートル走及び4×100メートルリレー走に出場したが、どちらも決勝進出は果たせなかった。
続く1956年メルボルンオリンピックでは、100メートル走、200メートル走、及び4×100メートルリレー走に出場した。200メートル走では予選落ちしたものの、100メートル走と4×100メートルリレー走では決勝に進み、いずれも5位に入っている。
最後のオリンピック出場となった1960年のローマオリンピックでは、メルボルンオリンピックと同じく100メートル走、200メートル走、及び4×100メートルリレー走に出場した。いずれも決勝まで勝ち進み、そのうち100メートル走ではアメリカ合衆国代表のウィルマ・ルドルフ、イギリス代表のドロシー・ハイマンについで3位に入り、銅メダルを獲得した。
その他の主要な大会では、1959年のユニバーシアードの100メートル走と200メートル走で優勝し、1954年のヨーロッパ陸上競技選手権（en:1954 European Athletics Championships）の4×100メートルリレー走で3位に入った実績がある。1956年には100メートル走でヨーロッパ記録を更新した。

## オリンピックでの成績
| 年   | 大会                   | 場所                         | 種目           | 結果         | 記録                                |
| ---- | ---------------------- | ---------------------------- | -------------- | ------------ | ----------------------------------- |
| 1952 | ヘルシンキオリンピック | ヘルシンキ（フィンランド）   | 100m走         | 準々決勝敗退 | 12秒2（手動計時）12秒42（電気計時） |
| 1952 | ヘルシンキオリンピック | ヘルシンキ（フィンランド）   | 4×100mリレー走 | 予選敗退     | 47秒4（手動計時）47秒68（電気計時） |
| 1956 | メルボルンオリンピック | メルボルン（オーストラリア） | 100m走         | 5位          | 11秒9（手動計時）12秒07（電気計時） |
| 1956 | メルボルンオリンピック | メルボルン（オーストラリア） | 200m走         | 予選敗退     | 25秒6（手動計時）25秒77（電気計時） |
| 1956 | メルボルンオリンピック | メルボルン（オーストラリア） | 4×100mリレー走 | 5位          | 45秒7（手動計時）45秒90（電気計時） |
| 1960 | ローマオリンピック     | ローマ（イタリア）           | 100m走         | 3位          | 11秒3（手動計時）11秒48（電気計時） |
| 1960 | ローマオリンピック     | ローマ（イタリア）           | 200m走         | 6位          | 24秒9（手動計時）25秒01（電気計時） |
| 1960 | ローマオリンピック     | ローマ（イタリア）           | 4×100mリレー走 | 5位          | 45秒6（手動計時）45秒80（電気計時） |